# Video vixen
Video vixen is een lied van de Nederlandse rappers Bilal Wahib en Bizzey. Het werd in 2020 als single uitgebracht en stond in 2021 als twaalfde track op het album El mehdi van Wahib.

## Achtergrond
Video vixen is geschreven door Mohamed Baluah, Leo Roelandschap en Bernard Crabbe en geproduceerd door Moker_B. Het is een nummer uit het genre nederhop. Het is een lied gaat over een mooie dame die veel in filmpjes op sociale media is te zien. De artiesten omschreven het lied als "fuckboy anthem fo da ladies". De beat van het lied werd door producer Moker_B gemaakt in zijn slaapkamer en werd opgestuurd naar Wahib. Pas een jaar later werd het nummer door Wahib en Bizzey uitgebracht. Het lied werd bij NPO FunX uitgeroepen tot DiXte track van de week en was genomineerd voor een FunX Award in de categorie Best song van 2020, welke werd gewonnen door Tout est bon van Boef en Numidia. De single heeft de platina status. Op de B-kant van de single is een instrumentale versie van het nummer te vinden.
Het is de eerste keer dat de twee artiesten met elkaar op een hitsingle te horen zijn. Deze samenwerking werd in 2020 herhaald op Doorheen.

## Hitnoteringen
De artiesten hadden succes met het lied in Nederland. Het piekte op de vijfde plaats van de Single Top 100 en stond 27 weken in deze hitlijst. De Top 40 werd niet bereikt; het lied bleef steken op de eerste plaats van de Tipparade.